# Church Cay
Church Cay ist eine winzige Insel der Grenadinen und Teil des Staates St. Vincent und die Grenadinen.

## Geographie
Church Cay gehört zu den Grenadinen, einer Inselgruppe der Kleinen Antillen, verwaltungstechnisch gehört sie zum Parish Grenadines. Die Insel liegt zwischen Bettowia und Baliceaux im Osten der Inselgruppe. Sie besteht aus Vulkangestein.